# Retezat (sit SCI)
Retezat este o arie protejată (sit de importanță comunitară — SCI) din România, desemnată în scopul protejării biodiversității și menținerii într-o stare de conservare favorabilă a florei spontane și faunei sălbatice, precum și a habitatelor naturale de interes comunitar aflate în arealul zonei protejate. Aceasta se întinde pe o suprafață de 43.528,5 ha, integral pe uscat.

## Localizare
Situl Retezat se întinde pe teritoriile administrative ale județelor Caraș-Severin (Zăvoi), Gorj (Padeș, Tismana) și Hunedoara (Pui, Râu de Mori, Sălașu de Sus, Uricani). Centrul acestuia este situat la coordonatele 45°19′49″N 22°48′18″E / 45.330292°N 22.804889°E.

## Înființare
Situl Retezat (ROSCI0217) a fost declarat sit de importanță comunitară în decembrie 2007 pentru a proteja 8 specii de plante și 26 specii de animale. Situl include ariile naturale Calcarele de la Fața Fetii, Geoparcul Dinozaurilor „Țara Hațegului”, Parcul Național Domogled - Valea Cernei, Parcul Național Retezat, Peștera cu Corali, Peștera Zeicului și Rezervația științifică Gemenele.

## Biodiversitate
Situată în ecoregiunea alpină a Carpaților Meridionali, aria protejată conține 27 habitate naturale: Râuri alpine și vegetația herbacee de pe malurile lor, Râuri de munte și vegetația lor lemnoasă cu Myricaria germanica, Râuri de munte și vegetația lor lemnoasă cu Salix elaeagnos, Pajiști alpine și boreale, Tufișuri cu Pinus mugo și Rhododendron hirsutum (Mugo-Rhododendretum hirsuti), Tufărișuri sub-arctice de Salix spp., Pajiști boreale și alpine pe substrat silicios, Pajiști calcaroase alpine și subalpine, Pajiști bogate în specii de Nardus, pe substraturile silicioase ale zonelor muntoase, Asociații de lizieră cu ierburi înalte hidrofile de la nivelul câmpiilor până la nivel montan și alpin, Pajiști montane, Turbării active, Mlaștini turboase de tranziție și turbării mișcătoare,  Vegetație pionieră alpină cu Caricion bicoloris-atrofuscae, Grohotiș stâncos al etajului montan (Androsacetalia alpinae și Galeopsitalia ladani), Grohotiș calcaros și de șisturi calcaroase ale etajelor montane până la cele alpine (Thlaspietea rotundifolii), Pante stâncoase calcaroase cu vegetație chasmofitică, Pante stâncoase silicioase cu vegetație chasmofitică, Păduri tip Luzulo-Fagetum, Păduri medioeuropene tip Cephalanthero-Fagion, Stejăriș cu Galio-Carpinetum, Păduri de pantă, grohotiș sau ravene cu Tilio-Acerion,  Păduri aluviale cu Alnus glutinosa și Fraxinus excelsior (Alno-Padion, Alnion nicanae, Salicion albae), Păduri relictare cu Pinus sylvestris pe substrate calcaroase, Păduri dacice de fag (Symphyto-Fagion), Păduri acidofile cu Picea din etajele alpine montane și Păduri alpine cu Larix decidua și/sau Pinus cembra.
La baza desemnării sitului se află 24 de specii (plante și animale) protejate la nivel european sau aflate pe lista roșie a IUCN; astfel:
- plante (8): clopoțel de munte (Campanula serrata), papucul doamnei (Cypripedium calceolus), flămânzică (Draba dorneri), curechi de munte (Ligularia sibirica), firuță de munte (Poa granitica subsp. disparilis), iarba-gâtului (Tozzia carpathica) și două specii de mușchi (Buxbaumia viridis, Meesia longiseta)
- amfibieni (1): ivorașul-cu-burta-galbenă (Bombina variegata)[4],
- mamifere (13): urs brun (Ursus arctos)[5], lup cenușiu (Canis lupus)[6], vidră de râu (Lutra lutra)[7], râs eurasiatic (Lynx lynx), liliac cârn (Barbastella barbastellus), liliac cu aripi lungi (Miniopterus schreibersii), liliac comun (Myotis myotis), liliacul mare cu potcoavă (Rhinolophus ferrumequinum), liliacul cu urechi mari (Myotis bechsteinii), liliac cu urechi de șoarece (Myotis blythii), liliac cărămiziu (Myotis emarginatus), liliacul mediteranean cu potcoavă (Rhinolophus euryale),  liliacul mic cu potcoavă (Rhinolophus hipposideros);
- nevertebrate (9): fluturele flitirar (Euphydryas maturna), fluturele de muștar (Leptidea morsei), fluturele purpuriu (Lycaena dispar), fluturele țestos (Nymphalis vaualbum), fluturele vărgat (Euplagia quadripunctaria), molia bărboasă (Glyphipterix loricatella), cosașul transilvan (Pholidoptera transsylvanica), croitorul caprifoiului (Pseudogaurotina excellens), croitorul alpin (Rosalia alpina);
- pești (3):  moioagă (Barbus petenyi), zglăvoacă (Cottus gobio)[8], chișcar (Eudontomyzon danfordi).[9][2]

Pe lângă speciile aflate la baza desemnării sitului, pe teritoriul acestuia a mai fost identificate 114 specii din flora spontană și fauna sălbatică a României.